# دوربین دیجیتال تک‌لنزی بازتابی
1. لنز دوربین عکاسی
2. آینه جانبی
3. صفحه کانونی شاتر
4. گیرنده تصویر
5. صفحه فوکاس مات
6. لنز کندانسور
7. پنتاپریسم/پنتامیرور
8. نمایاب چشمی

پرتوهایِ نور، پس از ورودِ به عدسیِ (Lens) دوربین و عبورِ از عناصرِ نوریِ (Elements) آن، به آیینه‌یی با زاویه‌یِ ۴۵ درجه می‌تابند. آیینه، پرتوهایِ نور را به صفحه‌یِ Focusing باز می‌تاباند و منجر به ایجادِ یک تصویرِ وارونه از صحنه‌ می‌شود. پرتوهایِ نور، پس از عبورِ از صفحه‌یِ Focusing، واردِ یک منشورِ پنج‌وجهی (Pentaprism) می‌شوند. منشورِ پنج‌وجهی، پرتوهایِ نور را به دفعات می‌شکند و در نهایت منجر به پدیداریِ تصویری صحیح در نمایاب (Viewfinder) می‌شود. پس از فشرده شدنِ دکمه‌یِ (خلاص‌کننده‌یِ) شاتِر، آیینه، بالا رفته و شاتر باز می‌شود تا حِسگرِ (Sensor) دیجیتال، در معرضِ (Exposure) پرتوهایِ نور قرار گیرد.

دوربین دیجیتال تک‌لنزی بازتابی (انگلیسی: Digital single-lens reflex camera) یا به صورت مخفف (انگلیسی: DSLR) یک دوربین دیجیتال است که از یک سیستم آینه‌ای مکانیکی و پنتاپریسم (منشورِ پنج وجهی) برای هدایت نور از لنز به یک منظره یاب نوری در پشت دوربین استفاده می‌کند.